# Clara Cleymans
Clara Cleymans (Wilrijk, 5 januari 1989) is een Vlaamse actrice.

## Loopbaan
Oorspronkelijk speelde Cleymans alleen maar gastrollen, maar in 2010 brak ze door bij het grote publiek met vaste rollen in de VTM-reeks Dag en Nacht en de Eén-soap Thuis.
Vanaf 2010 speelde ze mee in het VTM-programma Tegen de Sterren op, waar onder andere haar imitaties van Erika Van Tielen en Lady Gaga opvallen. In 2011 was ze ook te zien in Code 37, waar ze psychiater Vicky Renders speelt.
Op 25 februari 2011 werd ze door de Vlaamse Televisie Academie bekroond met de Rijzende ster 2010 tijdens de Vlaamse Televisie Sterren.
Tussen 2013 en 2016 speelde Cleymans de hoofdrol in de politiereeks De Ridder. In die opvolger van Witse vertolkt ze de hoofdrol, Helena De Ridder, een substituut van de Procureur des Konings. In 2021 deed ze mee aan De Code van Coppens samen met haar broer Jelle Cleymans.

## Privé
Ze is de dochter van muzikant Jan Cleymans en actrice Karin Jacobs en is de zus van acteur Jelle Cleymans. 
Cleymans is sinds 2014 getrouwd en is moeder van twee dochters.

## Hoofdrollen
- Dag en Nacht (2010) - Amber Claessens
- Thuis (2010-2011) - Nina Oostvoghels
- Tegen de Sterren op (2010-2018) - imitaties van Erika Van Tielen, Nicole Josy, Hannah Maes (Code 37), Inge Vervotte, Ann Tuts, Agnes De Nul, Lucie Ory, Tanja Dexters, Brigitta Callens, Katja Retsin, Linda De Win, Selah Sue, Lady Gaga, Mega Mindy, Mieke (De Pappenheimers), Elke Vanelderen, Rihanna, Jelle Cleymans (haar broer), Jana Blomaert (Thuis), Hanne Verbruggen, Melania Trump, Dries Mertens en vele anderen
- Code 37 (2011) - Vicky Renders
- Quiz Me Quick (2012) - Monica
- De Ridder (2013-2016) - Helena De Ridder
- We moeten eens praten (2021) -  Els
- Mijn Slechtste Beste Vriendin (2021-2022) - Nikki Van Buren
- Déjà Vu (2021) - Lili Laleue
- Match (2021) - Laura Carlier
- Sterregem (2024) - Camille Dhont
- Arcadia (2025) - Cornelia Florins

## Gastrollen
- Samson en Gert (1997) - Klaartje
- Heterdaad (1998) - Clara Piron
- Flikken (1999) - Cara Goffin
- Spoed (2002) - Sandie Vermeire
- Rupel (2004) - Rilke Goeminne
- F.C. De Kampioenen (2006) - Leentje
- Aspe (2006) - Tania Janssen
- De Kavijaks (2007)
- Vermist (2008) - Isabelle Maes
- F.C. De Kampioenen (2010) - Fien
- Witse (2010) - Sienna
- Mega Mindy (2011) - Natalia Tkofschip
- Aspe (2012) - Brenda Schepens
- Funnymals (2013) - stemactrice van de week
- Connie & Clyde (2018) - Wendy / Wanda
- Dit zijn wij (2019-2020) - Fiona Maas
- Hidden Assets (2021) - Carolyn
- De twaalf (2023) - Ann ‘Anneke’ Pauwels

## Filmrollen
- Een Luizenleven (1998) - Dot
- De Kabouterschat (1999) - Liese
- Plop in de Wolken (2000) - Liese
- The Incredibles (2004) - Overige stemmen
- Happy Together (2008) - Julie Daelemans
- De Smurfen (2011) - Smurfin
- Groenten uit Balen (2011) - Alice
- De Smurfen 2 (2013) - Smurfin
- Yummy (2019) - Janja
- W817: 8eraf! (2021) - Isabel Dorée
- Sinterklaas en Koning Kabberdas (2021) - als Rika Tik
- De legende van Familie Vos (2024) - Moniek

## Musicals
- Assepoester: kleine Assepoester (1999)
- Kuifje: De zonnetempel: Zorrinho (2001)
- Fiddler on the Roof: Chava (2011-2012)
- '40-'45: Sarah (2018-2019)

## Theater
- De Koepoort 15: Sara (2011)
- Costa Blanca (2014)